# Spialia confusa
The Confusing Sandman (Spialia confusa) là một loài bướm ngày thuộc họ Hesperiidae. Nó được tìm thấy ở tây nam Africa, from Zululand, Zimbabwe và Mozambique to Kenya.
These skippers are dark brown with white spots và both sides of the wings. In S. confusa, there is median band of white on the underside of the hindwings.
Wingspan is from 19–25 mm.
Flight period is quanh năm but peaks từ tháng 10 đến tháng 3.
Ấu trùng ăn Melhania và Triumfetta species.

## Phụ loài
- Spialia confusa confusa
- Spialia confusa obscura Evans, 1937